# Kałczewa
Kałczewa (ukr. Калчева) – wieś na Ukrainie, w obwodzie odeskim, w rejonie bołgradzkim. Miejscowość etnicznie bułgarska.
W 2001 liczyła 3536 mieszkańców, wśród których 61 jako ojczysty język wskazało ukraiński, 86 rosyjski, 17 mołdawski, 3330 bułgarski, 2 białoruski, 33 gagauski, 1 polski, a 6 inny.